# 保罗·兰德斯
保罗·H·兰德斯（德語：Paul H. Landers，1964年12月9日—），德国音乐人，NDH乐队Rammstein中的节奏吉他手。

## 生平

### 早年
保罗·兰德斯出生于东德的柏林，母亲是俄罗斯人，他的真名是Heiko Hiersche但他讨厌这个名字，幼年时他在东德住了一小段时间，他会流利地讲俄语但他并不会读和写俄语，他16岁时因为与继父打架从父母家搬离，然后换了他的名字以纪念他的亲生父亲，他不再是Heiko，而是Paul Hiersche。

### 音乐生涯
1983年，兰德斯和克里斯汀·洛倫茨、Aljoscha Rompe组建了东德朋克乐队Felling B，1986年兰德斯和蒂尔·林德曼、理查德·克鲁斯帕组建了乐队First Arsch，他同时也加入了一些其他乐队例如Die Firma和Die Magdalene Keibel Combo。
1994年林德曼、克鲁斯帕、施耐德和贝斯手奥利·里德尔参与并赢得了由柏林参议院举办的一场比赛，使他们赢得了录制一部职业四轨样本唱片的机会，兰德斯和Flake就跟着加入了以后的Rammstein。

### 个人生活
当他在1984年跟Nikki Landers结婚时，他用了他妻子的姓，因此就有了他的名字：保罗·兰德斯。
他们在1987年离婚，但他仍然保留了兰德斯这个姓氏，他有一个儿子Emil和女儿Lilly。
在他离婚之后，他跟Felling B乐队成员克里斯汀·洛倫茨住了很多年，而且他再婚并有了个女儿。